# Sachsenberg-Georgenthal
Sachsenberg-Georgenthal ist ein zur Ortschaft Klingenthal gehöriger Ortsteil der Stadt Klingenthal im sächsischen Vogtlandkreis. Er wurde am 1. Juli 1950 eingemeindet. Die Gemeinde Sachsenberg-Georgenthal war 1934 durch Zusammenschluss von Sachsenberg (1929 aus Obersachsenberg ⊙ und Untersachsenberg ⊙ gebildet) und Georgenthal ⊙ (mit den Ortsteilen Steindöbra ⊙ und Aschberg ⊙) gebildet worden. Aus diesem Grund besteht der heutige gleichnamige Klingenthaler Ortsteil aus den drei Gemarkungen Obersachsenberg, Untersachsenberg und Steindöbra (mit Aschberg und Georgenthal).
Sachsenberg-Georgenthal, das zum Musikwinkel gehört, erlangte vor allem durch den Musikinstrumentenbau und den Aschberg überregionale Bekanntheit.

## Geographische Lage

### Lage

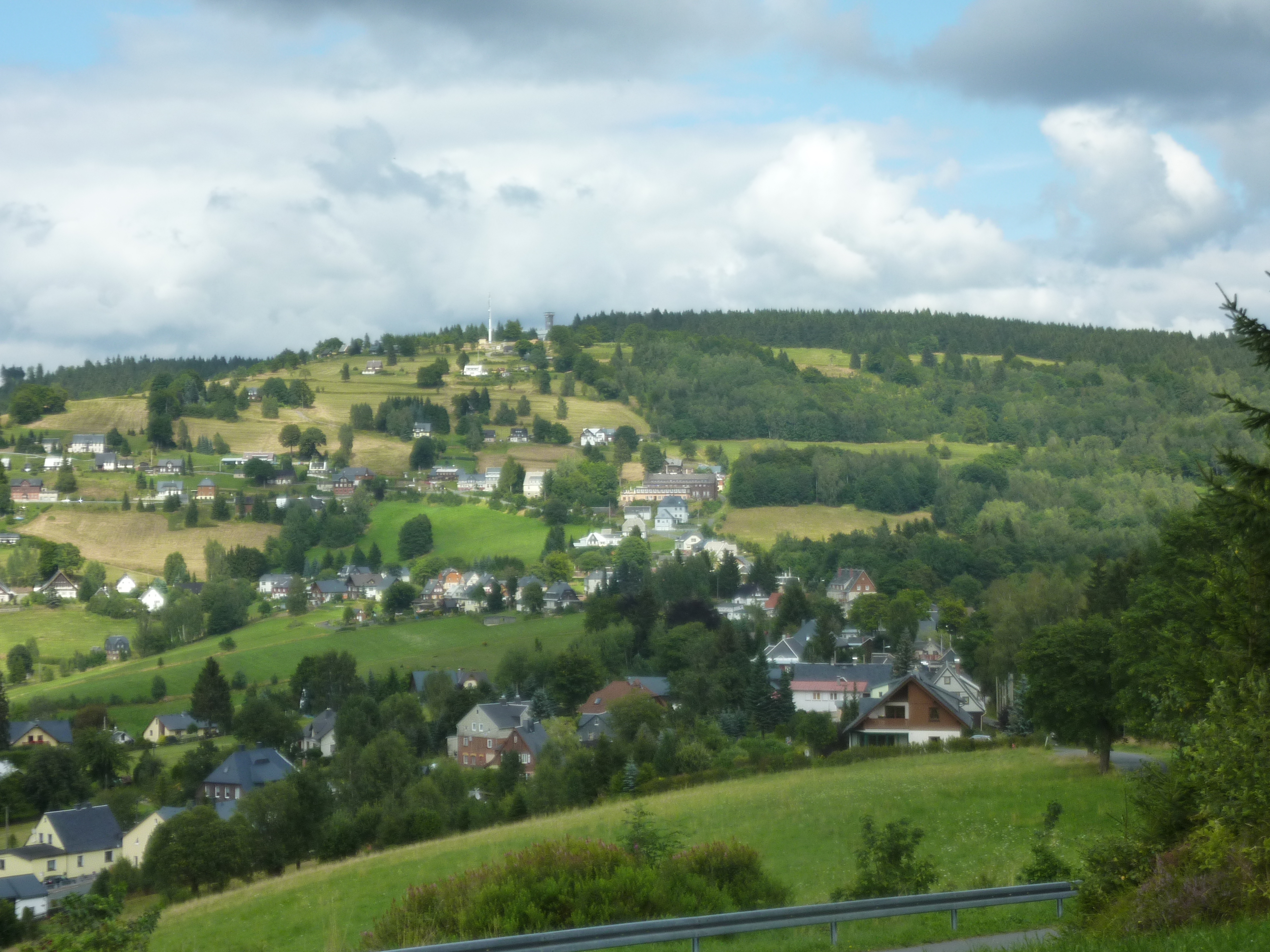
Ortsteil Aschberg mit Aussichtsturm

Sachsenberg-Georgenthal liegt im Südosten des sächsischen Teils des historischen Vogtlands, gehört aber bezüglich des Naturraums zum Westerzgebirge. Der Ortsteil besteht aus fünf einzelnen Siedlungen, die sich als Streusiedlungen an den Hängen des Aschbergs und des Kiels erstrecken bzw. ein zusammenhängendes Siedlungsgebiet im Tal der Steindöbra bilden.
Durch einen Teil des Ortes führt die Bundesstraße 283. Östlich von Sachsenberg-Georgenthal verläuft die Staatsgrenze zur Tschechischen Republik, über die ein Grenzübergang für Fußgänger und für PKW nach Bublava (Schwaderbach) führt. Sachsenberg-Georgenthal liegt im Naturpark Erzgebirge/Vogtland.

### Nachbarorte
|            | Mühlleithen                                       |                        |
| Brunndöbra | Kompassrose, die auf Nachbargemeinden zeigt       | Bublava (Schwaderbach) |
| Brunndöbra | Klingenthal, Stadtteile Quittenbach und Kriegberg |                        |

## Geschichte

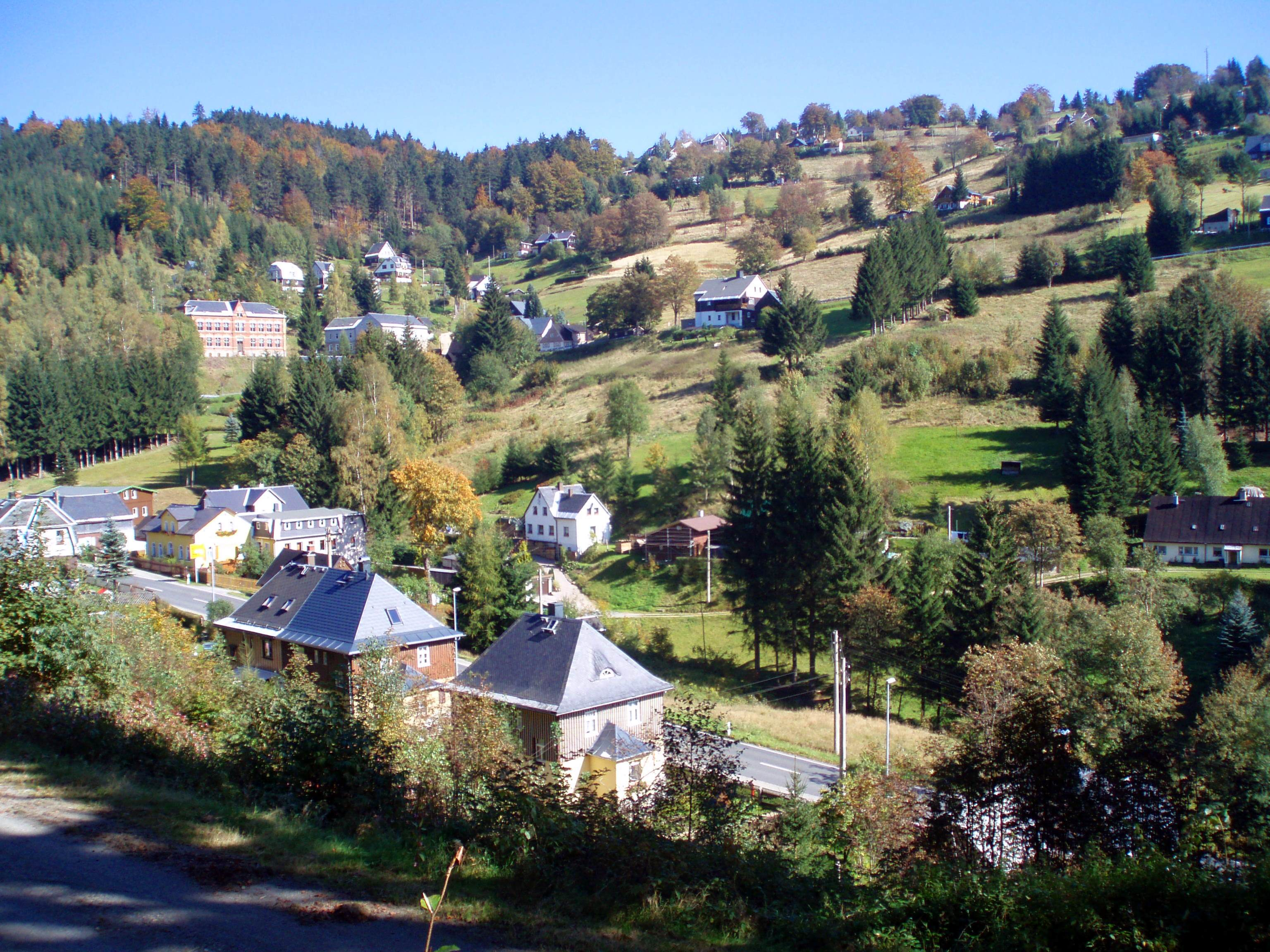
Blick auf Sachsenberg-Georgenthal am Aschberg

Die Gemeinde Sachsenberg-Georgenthal wurde am 1. Juli 1934 durch den Zusammenschluss von Sachsenberg (1929 aus Ober- und Untersachsenberg gebildet) und Georgenthal (mit Aschberg und Steindöbra) gebildet. Die fünf Ortsteile entstanden im 17. Jahrhundert und lagen bis 1856 im kursächsischen bzw. königlich-sächsischen Amt Voigtsberg. Nach 1856 gehörten sie zum Gerichtsamt Klingenthal und ab 1875 zur Amtshauptmannschaft Auerbach.

### Sachsenberg mit Ober- und Untersachsenberg bis 1934

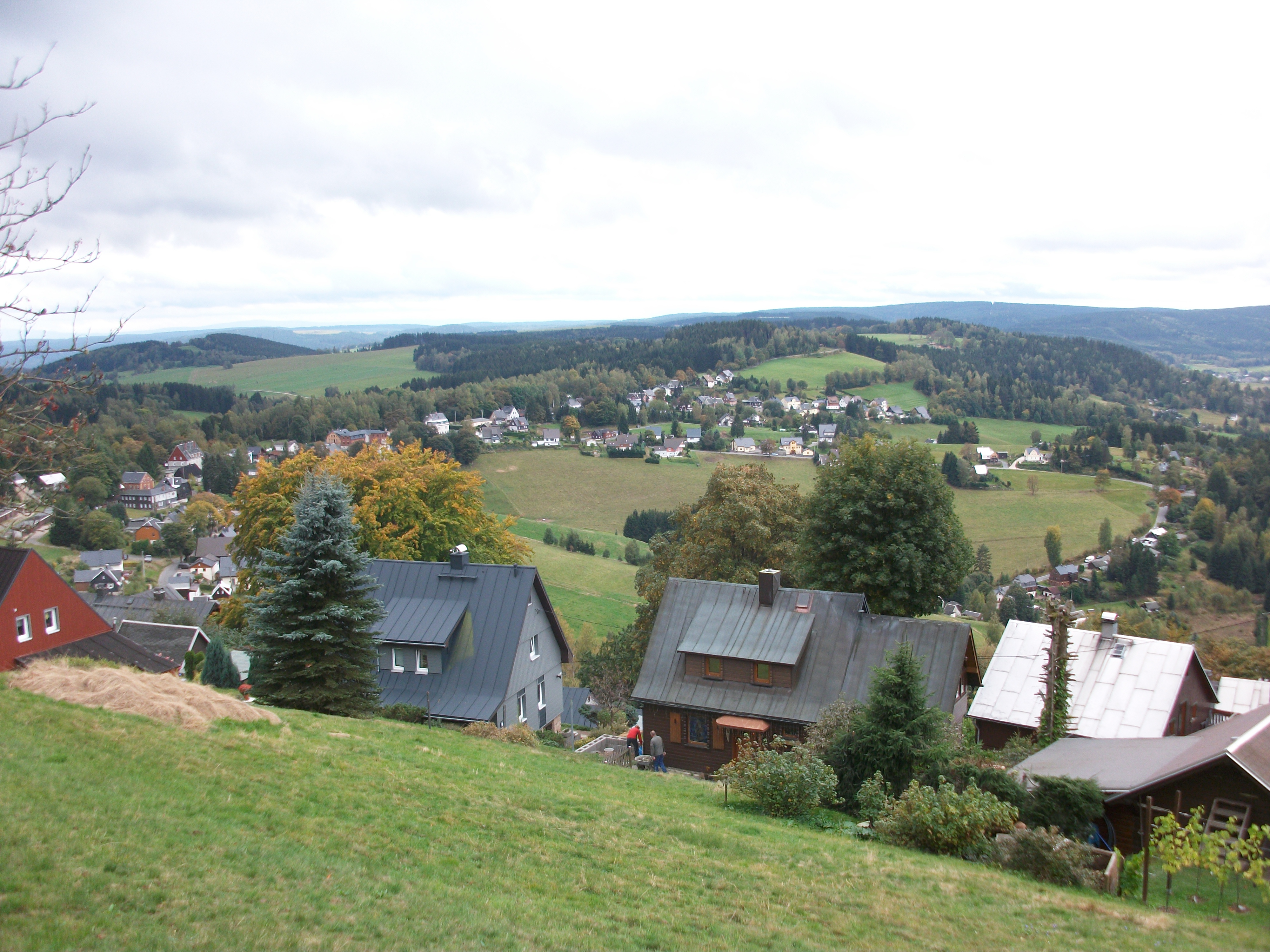
Blick auf den Ortsteil Obersachsenberg

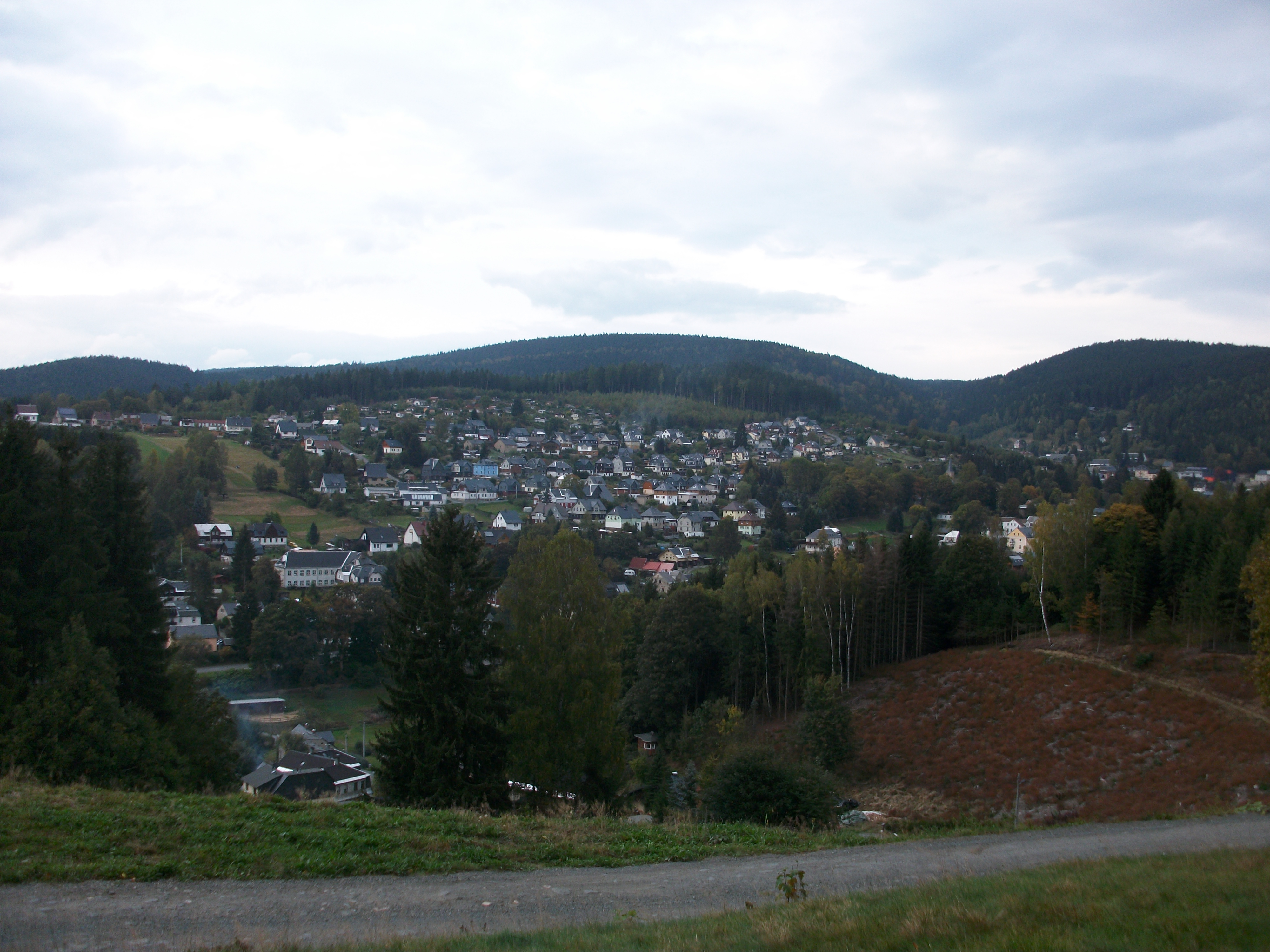
Blick auf den Ortsteil Untersachsenberg

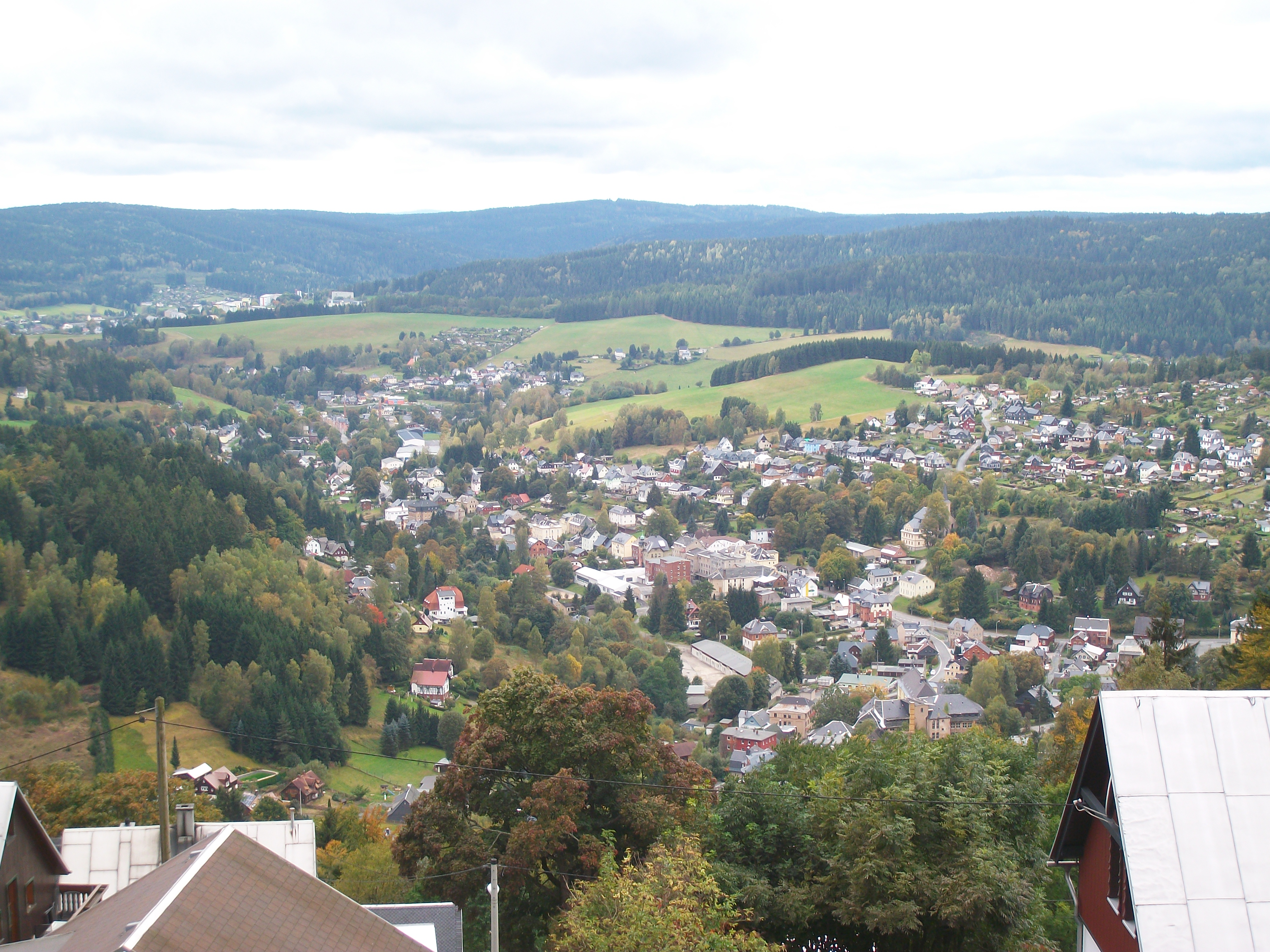
Blick auf Sachsenberg-Georgenthal und Brunndöbra

Die Grundherrschaft und Patrimonialgerichtsbarkeit über Obersachsenberg lag bis 1855 beim Waldgut Obersachsenberg. Dieses amtssässige Gut wurde 1631 erstmals erwähnt. Im Jahre 1703 unterstanden ihm neun Häuser, 1790 waren es bereits 15 Häuser und 44 Häusler. Wie im gesamten Klingenthaler Raum wurden auch in Obersachsenberg Musikinstrumente hergestellt. Im 19. Jahrhundert war das Waldgut Obersachsenberg im Besitz der Familie des Instrumentenbauers Johann Wilhelm Rudolph Glier. Seit 1893 wird das obere Waldgut als Wirtschaft beschrieben. In der Gegenwart ist das Gebäude als „Hotel Waldgut“ bekannt, ist jedoch zeitweise geschlossen.
Untersachsenberg wurde 1625 durch den Berghauptmann Johann Wilhelm Boxberger und Georg Knaspe gegründet. Als Stammvater der sächsischen Linie der adligen Familie Boxberger wird Wilhelm Boxberger (1542–1608) angesehen, der von Nürnberg aus Bergbau in der Bergstadt Graslitz jenseits der Grenze im böhmischen Teil des Erzgebirges betrieb. Zur Zeit der Gegenreformation wechselten seine Söhne in das nahe Kurfürstentum Sachsen und gründeten neben Untersachsenberg auch den Ort Klingenthal. Dort stifteten sie im Jahr 1635 die erste evangelisch-lutherische Kirche zu Klingenthal. Dass Untersachsenberg seine Entstehung dem Zuzug protestantischer Glaubensflüchtlinge verdankt, deutet auch der Name des Ortsteils „Glaßentrempel“ hin. Er wurde im 18. Jahrhundert durch die böhmische Exulantenfamilie Glaß errichtet. Johann Wilhelm Boxberger und Georg Knaspe erhielten 1626 die Erbgerichtsbarkeit über Untersachsenberg. 1646 hatte Boxberger den Anteil von Knaspe erworben, sodass das Lehngut lange Zeit im Besitz der Familie blieb. Seit 1646 ist das Lehngut als Rittergut nachgewiesen. Unter Christian Karl Sigismund von Boxberg erfolgte nach 1757 der Neubau des Rittergutshofs. Über Louise Auguste von Feilitzsch, eine geborene von Boxberg, ging das Gut an die Familie von Feilitzsch. Nachdem sie 1823 Konkurs anmelden musste, wurde das Gut aufgelöst und verkauft. Nach der Auflösung der Patrimonialgerichtsbarkeit befand sich das untere Waldgut ab 1854 im Besitz der Familie von Reitzenstein, ab 1901 im Besitz von Anna Hüller und ab 1925 gehörte es Reinhard Claß. Bis 1957 wurde im Rittergut am Kamerunweg der Gasthof „Unteres Waldgut“ betrieben. Heute befindet sich das Gebäude in Privatbesitz und wird als Zebufarm betrieben.
In Sachsenberg wurde bis ins 19. Jahrhundert Bergbau auf Eisenerz betrieben. Die sich in Ober- und Untersachsenberg niedergelassenen Exulanten brachten ihre Fertigkeiten im Musikinstrumentenbau mit. Dadurch sind im 17. und 18. Jahrhundert auch Geigenbauer aus Sachsenberg nachgewiesen. Im 19. und 20. Jahrhundert setzte sich wie im gesamten Klingenthaler Raum die Produktion von Harmonikas gegenüber der von Geigen durch. Adolf Eduard Herold aus Untersachsenberg gilt als Initiator des Handharmonikabaus im Klingenthaler Gebiet ab 1851. Um die Wende zum 20. Jahrhundert sind in Ober- und Untersachsenberg zahlreiche Firmen ansässig, die u. a. Mundharmonikas und Akkordeons produzieren. Eine heute noch produzierende Firma ist das Unternehmen C. A. Seydel Söhne, das laut amtlicher Urkunde am 27. Oktober 1847 von Christian August Seydel in Untersachsenberg gegründet wurde.
Ein weiteres Gewerbe in Untersachsenberg war die Produktion von hölzernen Kämmen. Sie wurde im Jahr 1829 durch Christian Friedrich Goram (* 18. April 1790; † 17. Juli 1865) eingeführt. Goram war der Sohn eines Geigenmachermeisters. Im Laufe des 19. Jahrhunderts entwickelte sich daraus ein bedeutender Industriezweig.
In Untersachsenberg entstand im Jahr 1878 eine evangelisch-lutherische Pfarrkirche, die seitdem von der Klingenthaler Kirche unabhängig war. Zur Kirchgemeinde (Unter-)Sachsenberg-Georgenthal gehören die Orte Unter- und Obersachsenberg, Mittelberg, Georgenthal, Steindöbra, Aschberg, Mühlleithen und Winselburg. Weiterhin existierte im Rittergut Untersachsenberg eine Kapelle, in der der Klingenthaler Pfarrer seit 1646 auf Verlangen der Gutsherrschaft sechsmal im Jahr Amtspredigt zu halten hatte.
Im Jahr 1890 hatte Untersachsenberg 2012 und Obersachsenberg 1057 Einwohner. Mit der Eröffnung der elektrisch betriebenen Schmalspurbahn Klingenthal–Sachsenberg-Georgenthal erhielt Untersachsenberg im Jahr 1916 mit den Haltestellen „Glaßentrempel“, „Bärenloch“ und dem Endbahnhof „Untersachsenberg-Georgenthal“ (ab 1930: „Sachsenberg-Georgenthal“) Eisenbahnanschluss.
Der Ort Sachsenberg wurde erst 1929 durch die Zusammenlegung von Ober- und Untersachsenberg gebildet. Durch die 1934 erfolgte Zusammenlegung mit Georgenthal existierte Sachsenberg nur fünf Jahre als eigenständige Kommune.

### Georgenthal, Steindöbra und Aschberg bis 1934

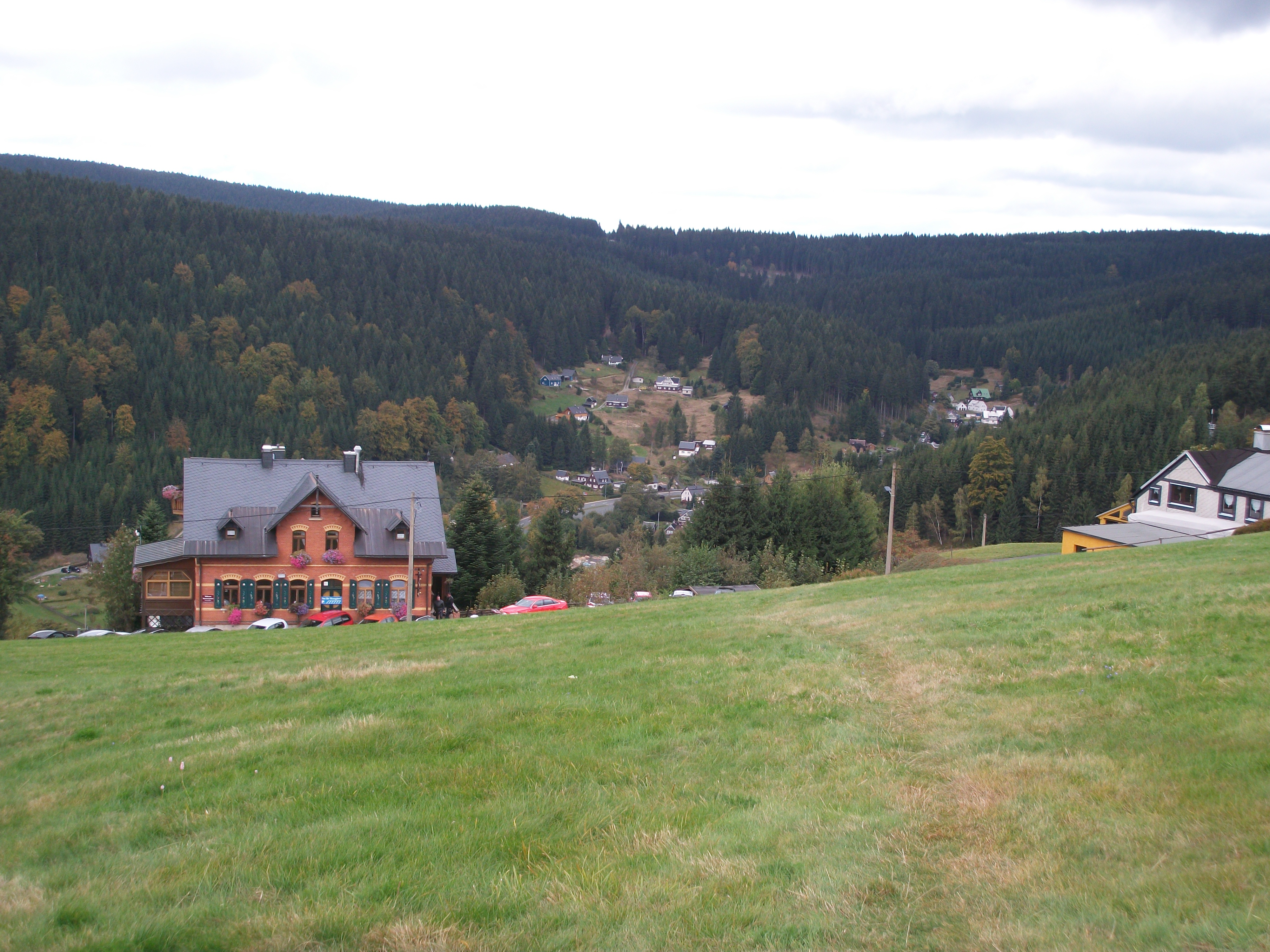
Blick auf den Ortsteil Steindöbra

Mit dem Aufblühen des Bergbaus auf Kupfer, Zinn, Blei und Silber in der fünf Kilometer entfernten Bergstadt Graslitz jenseits der böhmischen Grenze dehnte sich dieser Ende des 16. Jahrhunderts auch auf die sächsische Grenzregion aus, wodurch in den Wäldern um das 1604 erwähnte Klingenthal der Abbau u. a. von Zinn und Eisen stattfand. Zusammen mit Bergleuten und Hammerschmieden kamen auch einige Glasmacher ins westliche Erzgebirge, welche hier begannen, den anstehenden Quarz, der sich in mehreren Strängen unter anderem am Aschberg fand, zu verarbeiten. Die weiten, bis dahin nie benutzten Wälder lieferten ihnen genügend Holz für die Schmelzöfen und zum „Äschern“, der Gewinnung von Pottasche aus Holzkohle.
Am Fuß des Aschbergs auf sächsischer Seite war 1639 auf Privileg des sächsischen Kurfürsten Johann Georg I. eine Glashütte im Tal der Steindöbra errichtet worden. Aus der einstigen Glasmacherniederlassung entwickelte sich der Ort Steindöbra. Ein Teil der Siedlung heißt noch heute „Die Glashütte“. Die Glashütte kam um 1700 an den späteren kursächsischen Oberberghauptmann Hans Carl von Carlowitz, der sie später an den sächsischen Kurfürsten verkaufte. 1725 stellte sie ihren Betrieb ein.
Die südlich von Steindöbra gelegenen Orte Georgenthal im Tal der Steindöbra und Aschberg auf der sächsischen Seite am Hang des gleichnamigen Berges waren im 17. Jahrhundert von protestantischen Glaubensflüchtlingen (Exulanten) aus Böhmen gegründet worden, die im Zuge der Gegenreformation ihre böhmische Heimat verließen. Auf Antrag des ersten Siedlers wurde die Siedlung Georgenthal nach offizieller Genehmigung des Amtmanns nach dessen Vornamen Georgenthal benannt. Um Georgenthal wurde u. a. Bergbau auf Eisenerz betrieben. Namentlich sind die Gruben „Vitriolstollen“, „Silberzeche“, „Luise Fundgrube“, „Treue Freundschaft Fundgrube“ und „Marie Sophie“ genannt Weiterhin existierte in Steindöbra die „Glaskopf Fundgrube“ in Glashütte. Im 19. und beginnenden 20. Jahrhundert existierten in Georgenthal mehrere Firmen, die Harmonikas produzierten.
Durch die Sächsische Landgemeindeordnung von 1838 bildeten Steindöbra, Georgenthal und Aschberg eine Landgemeinde mit dem Namen „Steindöbra“. Seit 1905 trug diese den Namen „Georgenthal“. Kirchlich gehören die drei Orte seit 1878 zur Kirchgemeinde (Unter-)Sachsenberg-Georgenthal.
Mit der Eröffnung der elektrisch betriebenen Schmalspurbahn Klingenthal–Sachsenberg-Georgenthal erhielt Georgenthal im Jahr 1916 mit dem Endbahnhof „Untersachsenberg-Georgenthal“ (ab 1930: „Sachsenberg-Georgenthal“) Eisenbahnanschluss. Im Ortsteil Aschberg wurde im Jahr 1913 von Otto-Hermann Böhm ein Verein zum Bau eines Aussichtsturms auf der sächsischen Seite des Aschbergs gegründet. Da die Pläne aus verschiedenen Gründen nicht zur Ausführung kommen konnten, wurden sie 1929 zum Bau der Jugendherberge aufgegeben. Erst 1999 wurde der Aussichtsturm letztendlich eingeweiht. Er bekam den Namen von Otto-Hermann Böhm.
Georgenthal hatte 1910 2.162 Einwohner und lag damit unter den 69 Kommunen der Amtshauptmannschaft Auerbach auf Rang 14 der Einwohnerstatistik.

### Sachsenberg-Georgenthal seit 1934
Die Gemeinde Sachsenberg-Georgenthal wurde am 1. Juli 1934 durch den Zusammenschluss von Sachsenberg und Georgenthal gebildet. Die nun aus fünf Ortsteilen in drei Gemarkungen bestehende Kommune gehörte zur Amtshauptmannschaft Auerbach. 1939 lebten 5390 Einwohner und nach Kriegsende 1946 5179 Einwohner in der Gemeinde.
Am 1. Juli 1950 wurde Sachsenberg-Georgenthal wie auch das südlich angrenzende Brunndöbra nach Klingenthal eingemeindet. Durch die zweite Kreisreform in der DDR kam Sachsenberg-Georgenthal als Gemeindeteil von Klingenthal im Jahr 1952 zum Kreis Klingenthal im Bezirk Chemnitz (1953 in Bezirk Karl-Marx-Stadt umbenannt), der 1990 als sächsischer Landkreis Klingenthal fortgeführt wurde und 1996 im Vogtlandkreis aufging.
Nach der Einstellung der Schmalspurbahn Klingenthal–Sachsenberg-Georgenthal im Jahr 1964 übernahmen Busse den Personentransport im Stadtgebiet von Klingenthal. Dadurch konnten auch die Gemeindeteile Steindöbra, Aschberg und Obersachsenberg eingebunden werden.

## Kultur und Sehenswürdigkeiten

### Bauwerke
- Jugendherberge Klingenthal

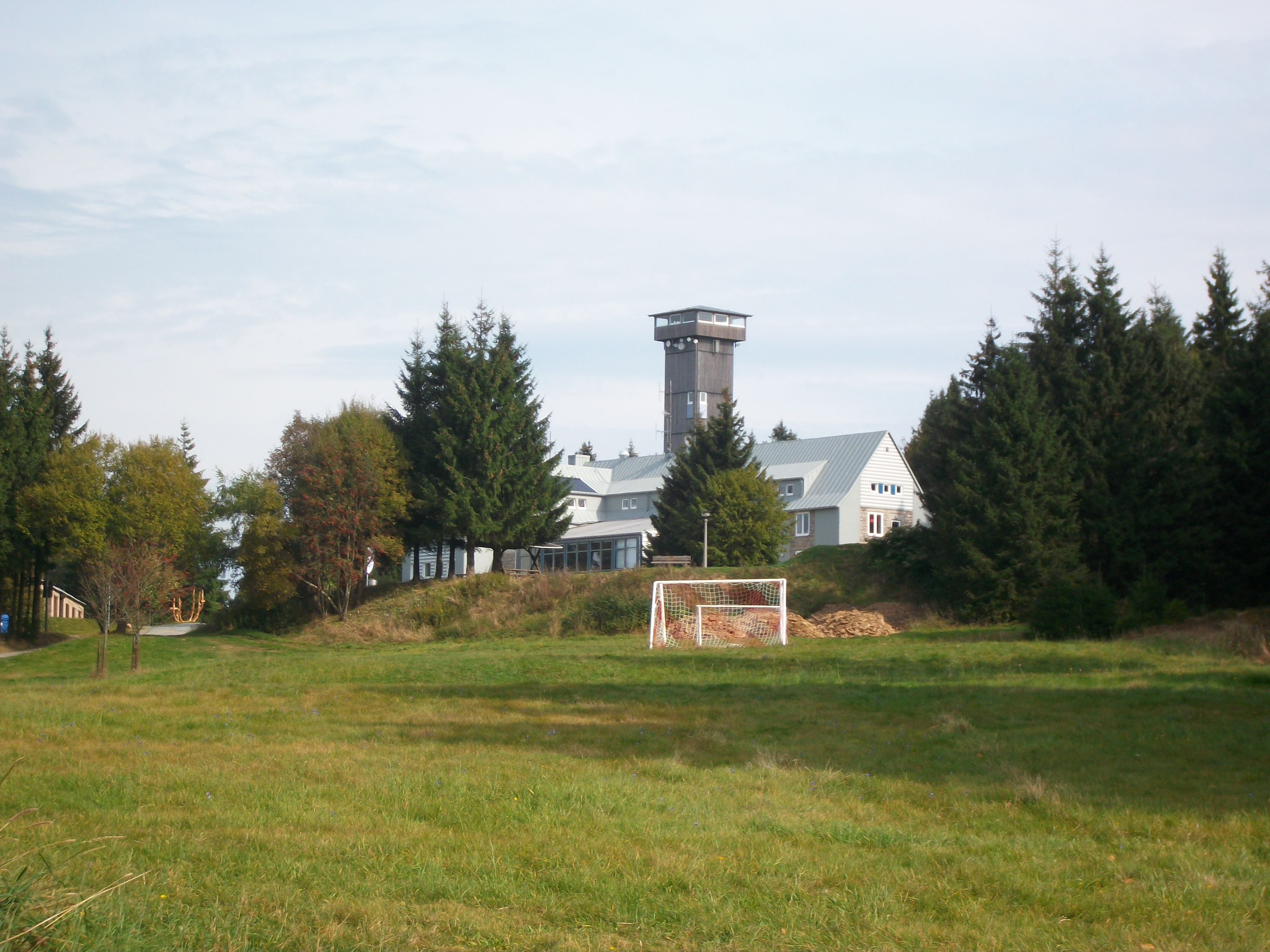
Jugendherberge Klingenthal auf dem Aschberg, dahinter der Aussichtsturm „Otto Hermann Böhm“

- Wanderaussichtsturm „Otto Hermann Böhm“ – Der 1999 errichtete Turm hat eine Gesamthöhe von 32 m und eine Standorthöhe von über 900 m ü. NN und befindet sich neben der 1929 errichteten Jugendherberge Klingenthal auf dem Aschberg.[24]

### Religion
Kirchlich waren Ober- und Untersachsenberg, Steindöbra, Aschberg und Georgenthal bis in die zweite Hälfte des 19. Jahrhunderts in die Klingenthaler Kirche „Zum Friedefürsten“ gepfarrt. Durch den 1872 erfolgten Bau der evangelischen St.-Johannis-Kirche erhielten die Orte ein eigenes Gotteshaus, das 1878 auch rechtlich eine eigenständige Kirchgemeinde wurde.

### Wintersport
Aschbergschanze
Die Aschbergschanze in Georgenthal wurde von Mai bis Dezember 1958 als Heimstätte des SC Dynamo Klingenthal erbaut und am 1. Februar 1959 vor mindestens 45.000 Zuschauern eingeweiht. Auf der Großen Aschbergschanze gab es nationale Wettkämpfe (unter anderem DDR-Meisterschaften) und 1986 auch einen internationalen Weltcup-Wettkampf. Wegen Baufälligkeit, vor allem des Anlaufturmes, wurde die Große Aschbergschanze 1990 abgerissen. Die zwei kleinen Aschbergschanzen, die der Kinder- und Jugendarbeit sowie dem Training vorbehalten sind, wurden 2000 bis 2001 überarbeitet. Als Ersatz für die Große Aschbergschanze wurde im Jahr 2006 am Schwarzberg in Brunndöbra die Vogtland Arena eingeweiht.
Kammloipe
Vom Parkplatz an der B 283 bei Mühlleithen führt der blau markierte Kammweg, der im Winter als Kammloipe benutzt wird, in Richtung Aschberg. Unterhalb der Jugendherberge führt diese dann entlang der Landesgrenze in Richtung Carlsfeld.

## Verkehr

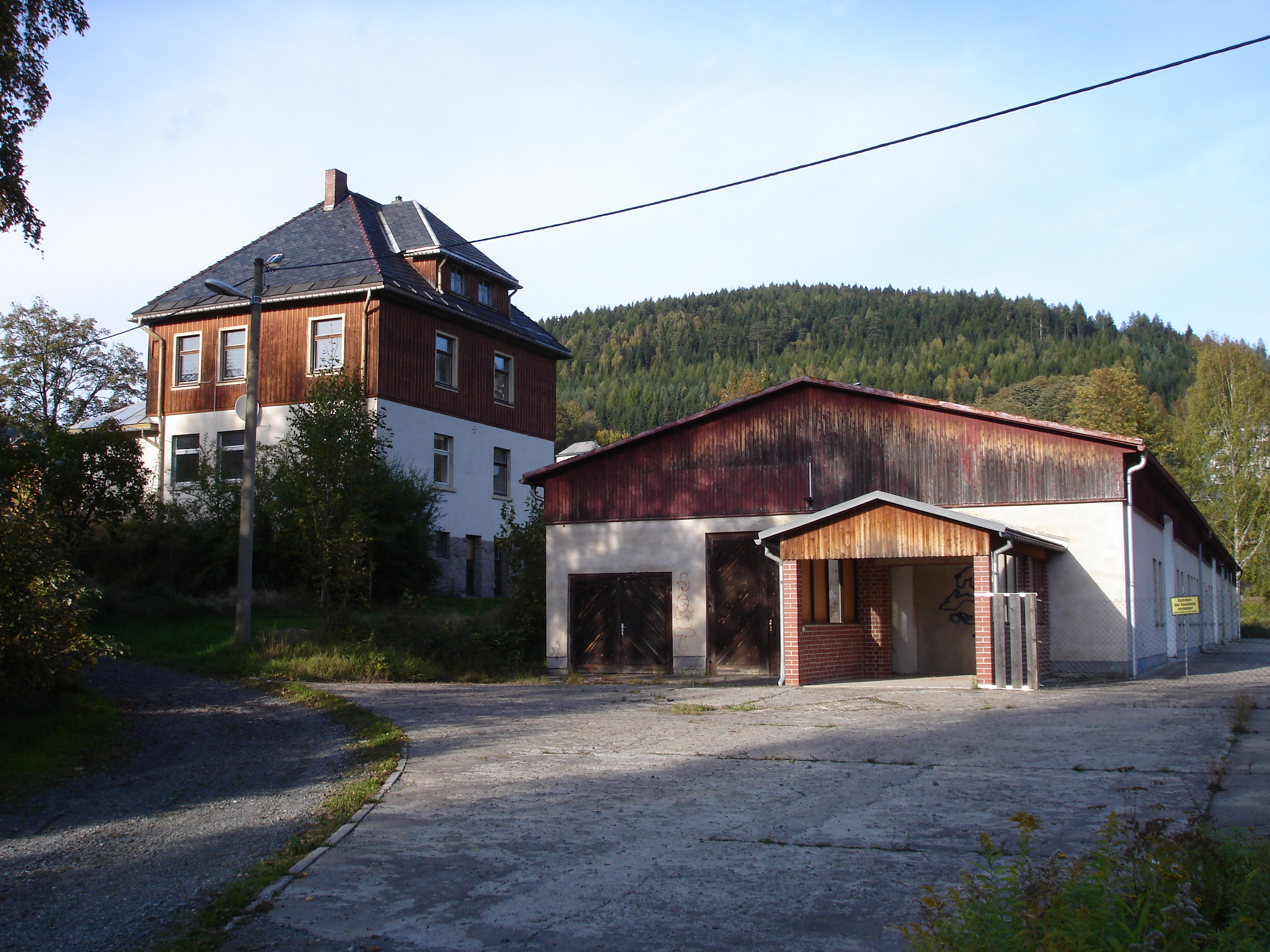
Der Bahnhof Sachsenberg-Georgenthal ist heute mit einer Halle überbaut; links das Beamtenwohnhaus (2009)

Durch einen Teil von Sachsenberg-Georgenthal verläuft die Bundesstraße 283. Im Ortsteil Aschberg befindet sich ein PKW-Grenzübergang ins tschechische Bublava (Schwaderbach). Auf dem Aschberg befindet sich ein Wanderübergang nach Bublava.
Von 1917 bis 1964 verkehrte im Döbratal zwischen Klingenthal und Sachsenberg-Georgenthal die elektrisch betriebene Schmalspurbahn Klingenthal–Sachsenberg-Georgenthal mit 1.000 mm Spurweite, deren oberer Abschnitt mit drei Stationen durch Untersachsenberg und Georgenthal führte. Auf deren Relation führt heute die PlusBus-Linie 20 des Verkehrsverbunds Vogtland im Stundentakt. Diese verbindet den Ort mit dem Stadtzentrum Klingenthal, Auerbach sowie Rodewisch. Außerdem verkehrt die Linie 90 vom Aschberg aus im Zweistundentakt nach Schöneck, Oelsnitz und Plauen.

## Persönlichkeiten
- Richard Grimm-Sachsenberg (1873–1952), Maler, in Untersachsenberg geboren
- Dieter Meinel (* 1949), Skilangläufer